# Лебеда
Лебеда́ (лат. Átriplex) — род двудольных растений семейства Амарантовые (Amaranthaceae). Включает более 247 видов, распространённых в умеренной и тропической зонах обоих полушарий. Наибольшее количество хозяйственно значимых видов происходит из западных и центральных штатов США и внутренних районов Австралии.

## Название
Латинское название растения встречается ещё у Плиния. Согласно этимологическому словарю Фасмера, русское название, скорее всего, происходит от белой сыпи на листьях и родственно слову «лебедь» и лат. albus — «белый». Интересно также, что русское слово «баланда» заимствовано из литовского названия лебеды «balanda».
В разговорной речи порой лебедой ошибочно называют растения родственного рода Марь.
В синонимику рода входят два десятка названий.

## Описание

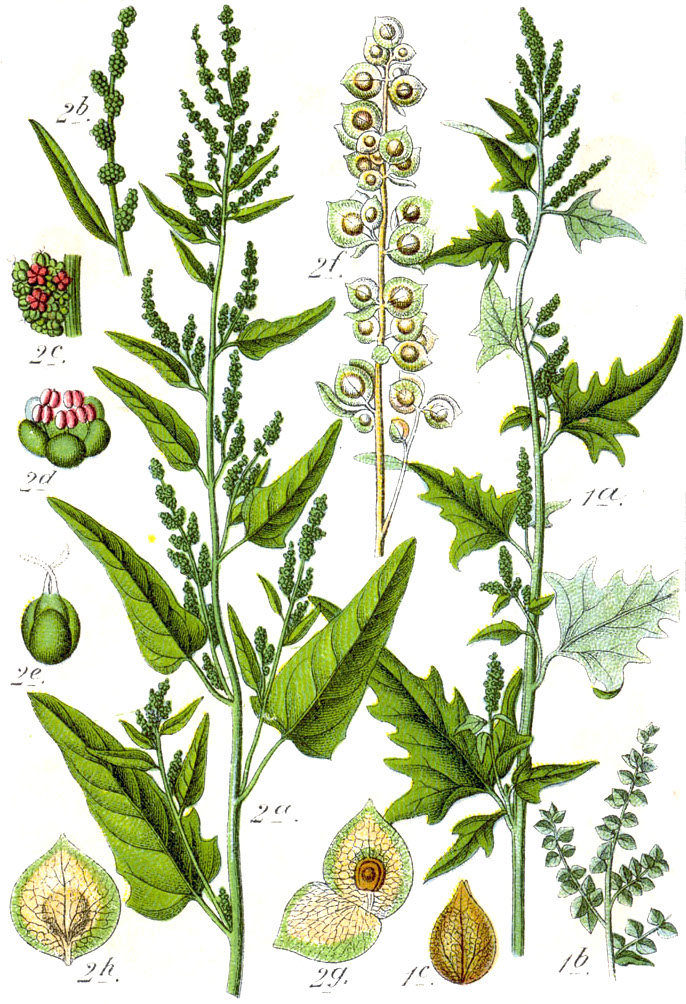
Слева Лебеда садовая (Atriplex hortensis), справа Лебеда стреловидная (Atriplex sagittata).

Однолетние, многолетние травы, полукустарники или кустарники. Листья очередные (как исключение, самые нижние листья могут быть супротивными), с хорошо развитыми цельными листовыми пластинками.
Зачастую растения покрыты серебристыми волосками, отчего выглядят словно посыпанные мукой.
Цветки однополые, но находятся на одном растении (однодомные). Мужские цветки с 5-членным околоцветником, у женских околоцветник заменяют два свободных или сросшихся прицветника, которые охватывают столбик с двумя рыльцами.

## Экология
Как правило, являются сорными растениями и встречаются по пустырям, берегам, оврагам и т. п.
Из двух с половиной десятков растущих в России видов лебеды самой распространённой является лебеда раскидистая (Atriplex patula).
Лебеда чрезвычайно терпима к содержанию солей в почве.

## Таксономия
Atriplex L., Sp. Pl.: 1052 (1753), nom. & typ. cons.

### Синонимы
- Obione Gaertn. (1791)
- Halimus Wallr. (1822), nom. illeg.
- Pterochiton Torr. & Frém. (1845)
- Schizotheca (C.A.Mey.) Lindl. (1846), nom. illeg.
- Lophocarya Nutt. ex Moq. (1849), pro syn.
- Phyllocarpa Nutt. ex Moq. (1849), nom. inval.
- Pterocarya Nutt. ex Moq. (1849), nom. inval.
- Theleophyton Moq. (1849)
- Armola (Kirschl.) Montandon (1856)
- Teutliopsis (Dumort.) Čelak. (1872)
- Haloxanthium Ulbr. (1934)
- Neopreissia Ulbr. (1934)
- Blackiella Aellen (1938)
- Halimione Aellen (1938)
- Morrisiella Aellen (1938)
- Pachypharynx Aellen (1938)
- Senniella Aellen (1938)
- Cremnophyton Brullo & Pavone (1987)
- Sukhorukovia Vasjukov (2015)

### Виды
По информации базы данных POWO род включает 247 видов, некоторые из них:
- Atriplex cana C.A.Mey. — Лебеда белая
- Atriplex canescens (Pursh) Nutt. — Лебеда сереющая
- Atriplex falcata (M.E.Jones) Standl. — Лебеда серповидная
- Atriplex fera (L.) Bunge — Лебеда дикая
- Atriplex glabriuscula Edmondston[англ.] — Лебеда головатая, или Лебеда Бабингтона, или Лебеда гладковатая
- Atriplex halimus L. — Лебеда соляная
- Atriplex hortensis L. typus[2] — Лебеда садовая
- Atriplex littoralis L. — Лебеда прибрежная
- Atriplex longipes Drejer — Лебеда удлинённая
- Atriplex patula L. — Лебеда раскидистая
- Atriplex pedunculata L. — Лебеда стебельчатая
- Atriplex prostrata Boucher ex DC. — Лебеда стелющаяся
- Atriplex sagittata Borkh. — Лебеда стреловидная
- Atriplex sibirica L. — Лебеда сибирская
- Atriplex tatarica L. — Лебеда татарская
- Atriplex verrucifera M.Bieb. — Лебеда бородавчатая

## Применение
Множество видов лебеды съедобны. Однако основной вид для потребления человеком — это Лебеда садовая (Atriplex hortensis), которая использовалась не только в голодные годы, но и повсеместно как растение для салатов.

…употребляемый почти всеми хлеб с лебедой, — с 1⁄3 и у некоторых с 1⁄2 лебеды, — хлеб чёрный, чернильной черноты, тяжёлый и горький; хлеб этот едят все — и дети, и беременные, и кормящие женщины, и больные. …Хлеб с лебедой нельзя есть один. Если наесться натощак одного хлеба, то вырвет. От кваса же, сделанного на муке с лебедой, люди шалеют.
— Толстой Л. Н. О голоде // Собр. соч. в 22 т. — М.: Худ. лит., 1984. — Т. 17. — С. 141, 144.
Во второй половине лета и осенью медоносные пчёлы используют виды лебеды как пыльценос.

## В искусстве
Лебеда стала одним из образов в лирике А. Ахматовой:

Когда б вы знали, из какого сора

Растут стихи, не ведая стыда!

Как жёлтый одуванчик у забора,

как лопухи и лебеда…

Исследованию образа в контексте фольклорных мотивов в творчестве поэта посвящены отдельные работы. Исследователь М. М. Адулян полагает, что образ связан с предвестием беды.
По свидетельству Л. К. Чуковской, своему первому сборнику «Вечер» (СПб.,1912) Ахматова собиралась дать название «Лебеда»:

«Вечер» я сначала хотела назвать «Лебеда», и тогда первым стихотворением было бы «Я на солнечном восходе // Про любовь пою, // На коленях в огороде // Лебеду полю». Но меня отговорили.
…Я сказала ей, что из стихов видно — она очень любит лебеду.
— Да, очень, очень, и крапиву, и лопухи. Это с детства. Когда я была маленькая, мы жили в Царском, в переулке, и там в канаве росли лопухи и лебеда. Я была маленькая, а они большие, широколистные, пахучие, нагретые солнцем, — я так их с тех пор люблю.

Не исключая «ретроспективную мистификацию» ахматовской версии об альтернативном названии, Л. Г. Кихней отмечает явственное авторское стремление «выстроить из заглавий книг некоторую символическую парадигму с общей „растительной“ семантикой: Лебеда — Подорожник — Ива / Тростник».
Широко известна народная песня «Посею лебеду».